# NGC 4037
NGC 4037 is een balkspiraalstelsel in het sterrenbeeld Hoofdhaar. Het hemelobject werd op 8 april 1784 ontdekt door de Duits-Britse astronoom William Herschel.

## Synoniemen
- UGC 7002
- MCG 2-31-15
- ZWG 69.27
- IRAS 11588+1340
- PGC 37928